# Audi Shooting Brake
Audi Shooting Brake — концепт-кар, показанный в Токийском автосалоне в 2005 году германским автопроизводителем Audi. Автомобиль был основан на базе Audi TT второго поколения. Новый форма кузова приобрела силуэт и черты горячего хетчбэка и был вдохновлён легендарными автомобилями Audi Sport Quattro и Ur-Quattro. Концепт оснащён фирменной системой полного привода quattro. Shooting Brake заведомо планировался как шоу-кар и не готовился к серийному производству, потому что в таком случае она станет дублированием трехдверной модели Аudi A3 Sportback. Модель была создана для того чтобы продемонстрировать имиджевой характер компании и являлся маркетинговым ходом в целях привлечения внимания, а так же демонстрации своих возможностей. 

## Дизайн
Примечательные стилистические решения:
- радиаторная решётка Singleframe с ярко выраженными вертикальными хромированными планками, напоминающие маску Ганнибала Лектера
- устремлённая вверх задняя линия окна
- трапециевидное заднее стекло и изогнутая, выпуклая крыша багажного отсека контрастирующее с плоским оформлением передней части

Как и любой концепт-кар Audi, модель Shooting Brake продемонстрировал ряд технических новинок для Токио: активную подвеску Audi magnetic ride, обновлённую навигационную систему с сенсорным экраном и распознаванием письма и новую технологию передних фар на светодиодах.

## История
Автомобиль Shooting Brake был переработанным взглядом на концепт-кар Audi Steppenwolf, который в свою очередь так же вдохновлялся с Audi TT (8N) первого поколения и был раздутым до SUV. В данной же стратегии , компания показала дизайн Audi TT (8J) второго поколения в образе компактного 3-х дверного хэтчбэка. В дальнейшем соблюдая традицию, продолжение данного концепта эволюционирует в Audi Allroad Shooting Brake concept (2014) и через год уже выступит в качестве Audi TT Оffroad (2015), вызывая интерес к этой серии моделей.

#### Первое поколение

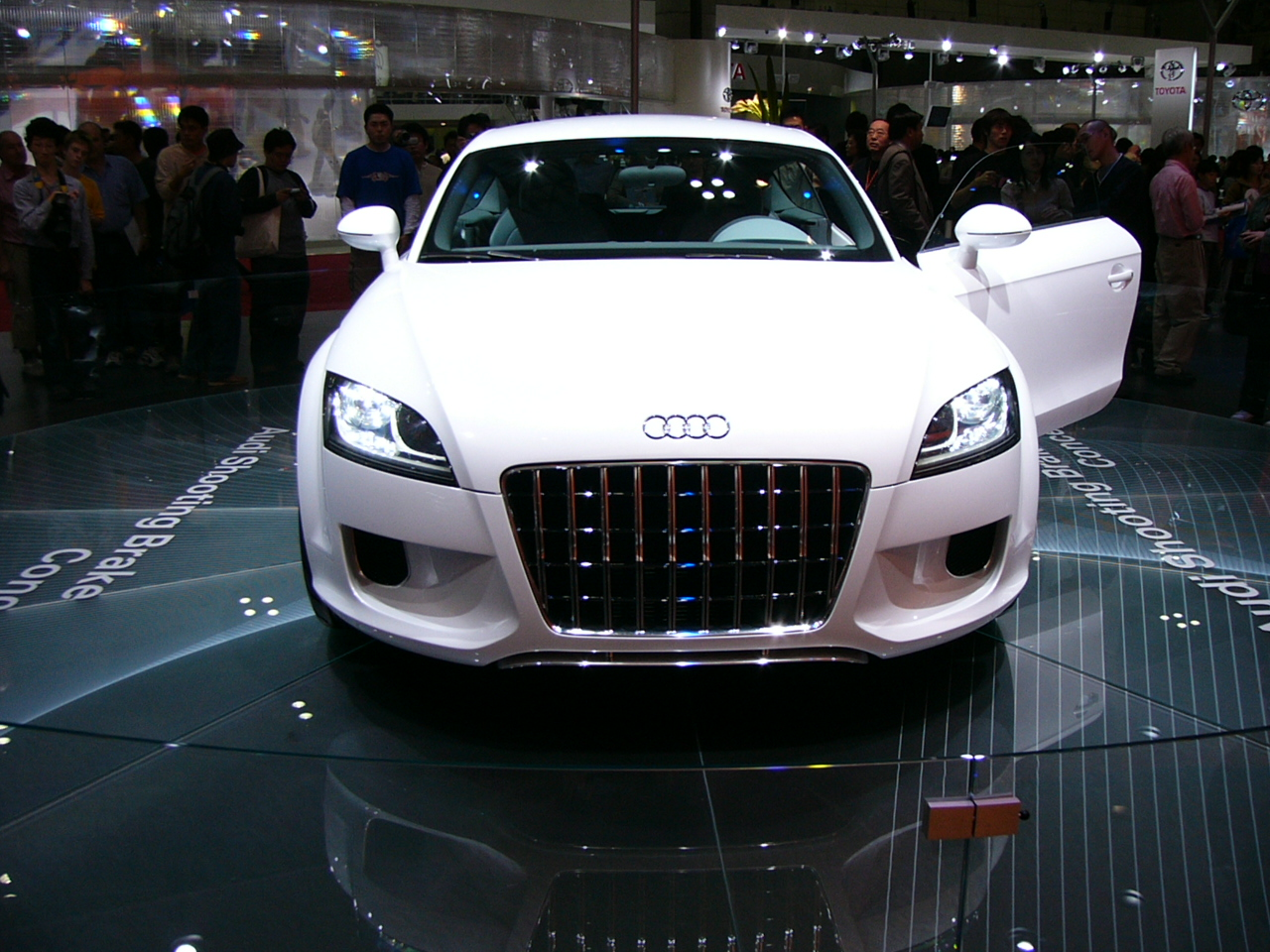
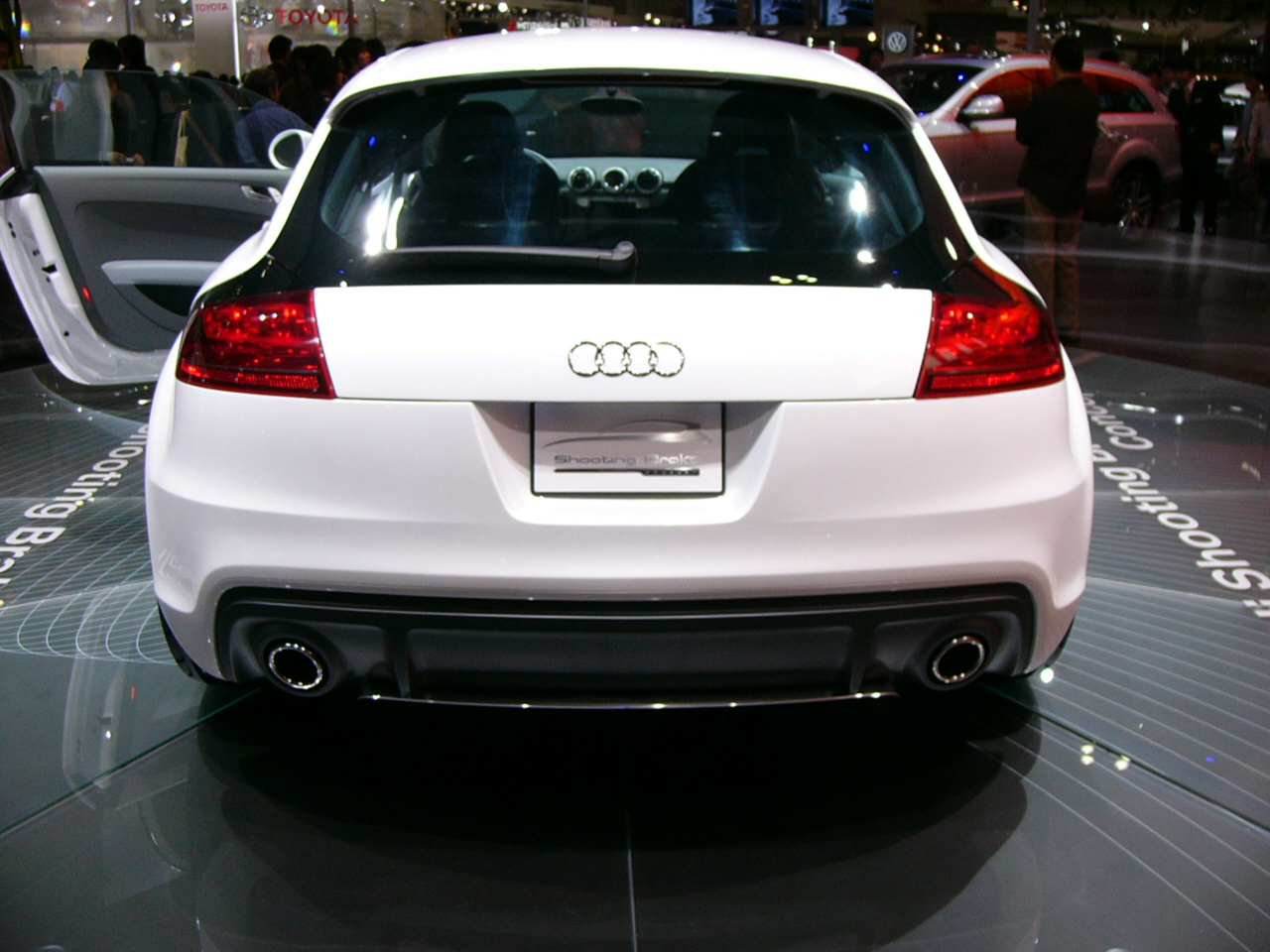
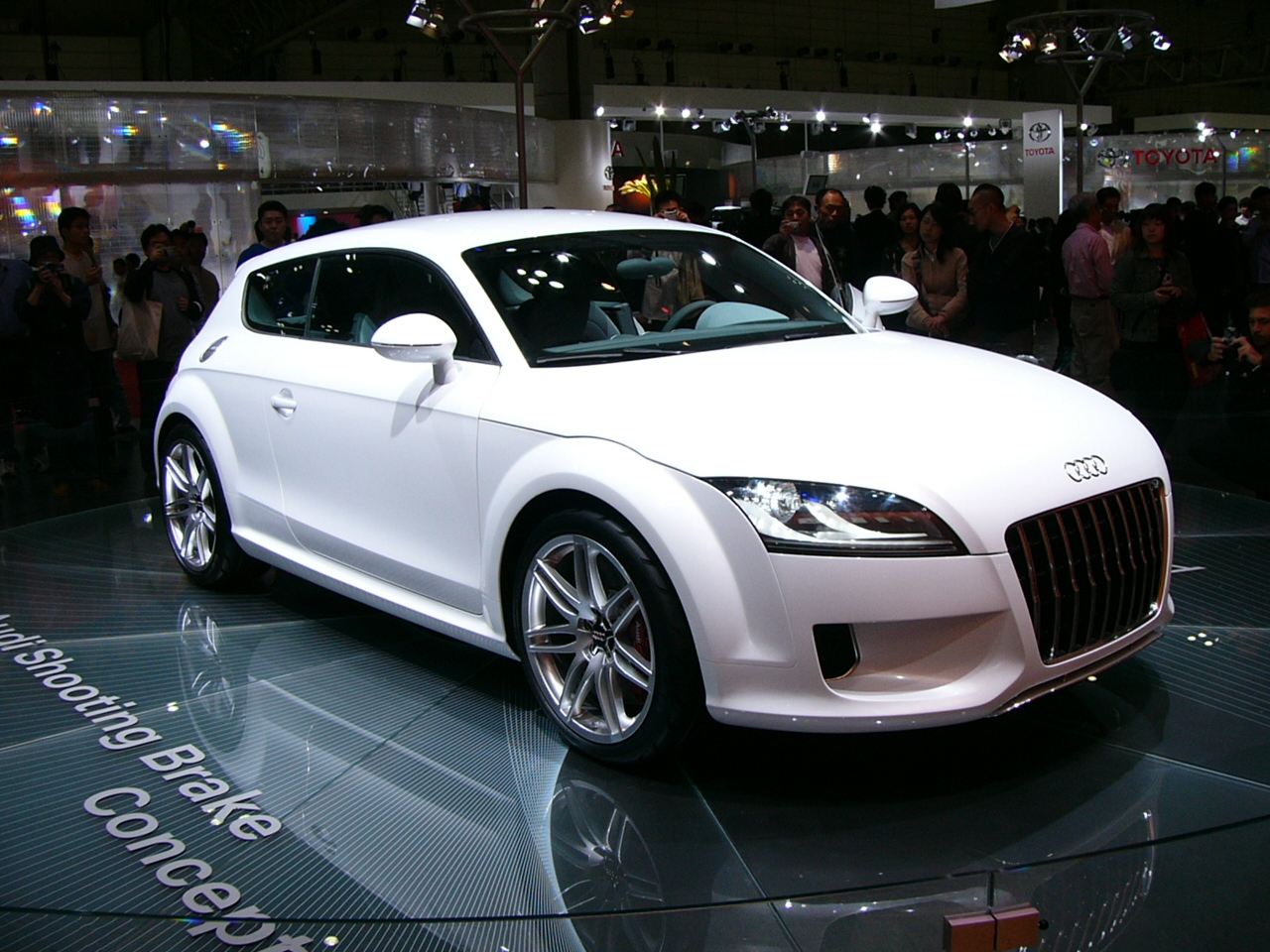
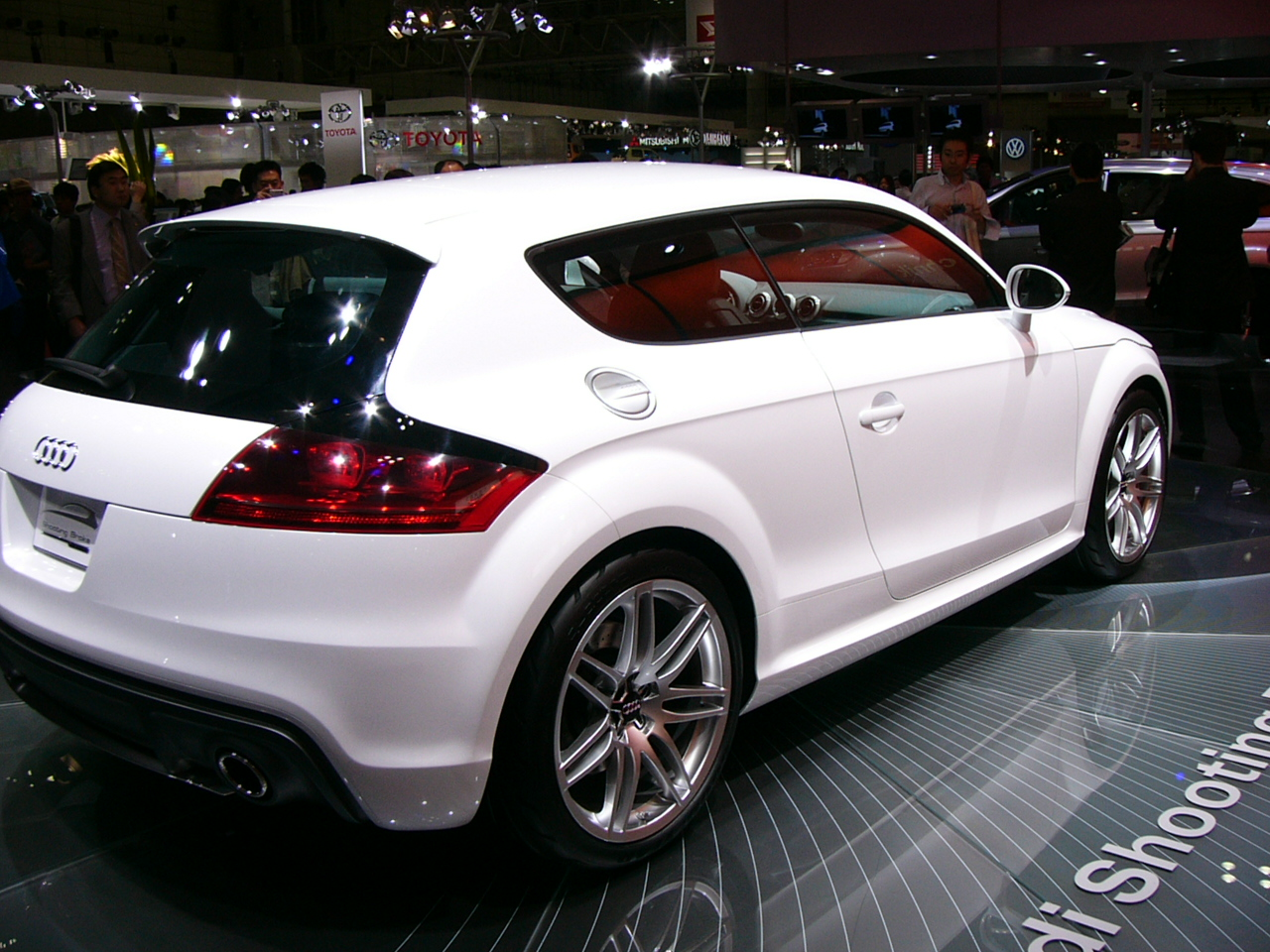

Audi Shooting Brake (2005)

#### Второе поколение
Audi Allroad Shooting Brake concept (2014)

## См.Также
- Audi Steppenwolf
- Audi TT offroad
- Audi Crosslane Coupe